# Ciałka wtrętowe
Ciałka wtrętowe (wtręty cytoplazmatyczne, ziarnistości) (inclusiones cytoplasmaticae) – skupiska różnych substancji występujących w cytoplazmie komórki. Mogą mieć charakter chorobotwórczy, przez odkładanie nierozpuszczalnych białek powodujących m.in. chorobę Alzheimera oraz schorzenia prionowe. Terminem tym określa się także substancje zapasowe bakterii w formie inkluzji przede wszystkim takich substancji jak: kwas polibetahydroksymasłowy, polifosforany nieorganiczne czy też cząsteczki tłuszczów oraz polisacharydów. U bakterii siarkowych występują wtręty zawierające koloidalną zawiesinę siarki.